# Diwasowskie osiedle wiejskie
Diwasowskie osiedle wiejskie (ros. Дивасовское сельское поселение) – jednostka administracyjna (osiedle wiejskie) wchodząca w skład rejonu smoleńskiego w оbwodzie smoleńskim w Rosji.
Centrum administracyjnym osiedla wiejskiego jest wieś (ros. деревня, trb. dieriewnia) Diwasy.

## Geografia
Powierzchnia osiedla wiejskiego wynosi 20,91 km², a główną jego rzeką jest Udra. Przez terytorium jednostki przechodzą drogi federalna R133 (Smoleńsk – Newel) i magistralna M1 «Białoruś».

## Historia
Osiedle powstało na mocy uchwały obwodu smoleńskiego z 28 grudnia 2004 r. (z późniejszymi zmianami w uchwale z dnia 29 kwietnia 2006 roku).

## Demografia
W 2010 roku osiedle wiejskie zamieszkiwało 1856 mieszkańców.

## Miejscowości
W skład jednostki administracyjnej wchodzi 26 wsi: Olsza, Baksztowo, Biełyj Chołm, Bliznaki, Budka żeleznoj dorogi 12 km, Chołm, Diwasy, Dołgaja Olsza, DRSU-5, Krugliki, Kupniki, Kuwszynowo, Lipuny, Niżniaja Dubrowka, Oczetowo, Prudiny, Ragulino, Sibilewo, Skriporowo, Słoboda, Sokołowo, Stomino, Storożyszcze, Szełomiec, Szestaki, Władimirskaja.